# Os Improváveis
Os Improváveis são um grupo profissional especializado em Teatro de Improviso, sediado em Lisboa (Portugal), que se dedica à pesquisa, criação, performance e ensino da arte da Improvisação, no universo artístico e empresarial. O grupo foi criado em 2008. Atualmente, o elenco fixo do grupo é composto por Marta Borges, Gonçalo Sítima e Pedro Borges.
Alguns dos espectáculos de improviso apresentados publicamente incluem Clap Clap, BecaBeca, Improfado, Improkids, A Fábrica, WWW e Peças do Improviso.
Em 2013, Os Improváveis fizeram a dobragem para Português de Portugal do filme A Revolta dos Perus.

## Percurso[8]
O primeiro espectáculo d’ OS IMPROVÁVEIS estreou-se em 2008 no Teatro Casa da Comédia, em Lisboa.
Desde então fazem temporadas regulares em Lisboa, em Teatros como o Teatro Villaret, Auditório dos Oceanos no Casino Lisboa, Auditório Casino Estoril, Tivoli BBVA, CCB, Teatro A Barraca, Teatro Mário Viegas, São Jorge, Museu do Fado, Fábrica Braço de Prata, Teatro Armando Cortez, etc. 
Em digressão nacional, já atuaram em teatros como: Teatro Meridional, Teatro Lethes, Teatro Municipal da Guarda, Teatro Palmela, Teatro Sá da Bandeira, Rivoli, Teatro Miguel Franco, Auditório de Lagoa, TAGV Coimbra, Centro Cultural Olga Cadaval, Auditório Municipal Vila Formoso, Teatro Eduardo Brazão, Centro Cultural de Lagos, etc.